# 瑪麗亞·特蕾莎泰勒銀幣

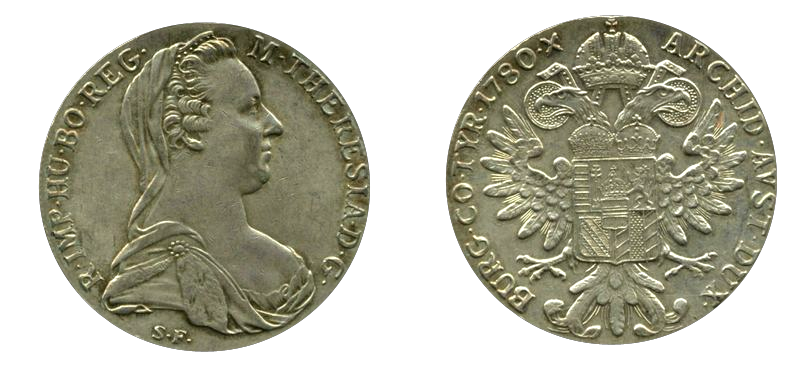
1780年刻有維也納鑄幣廠標誌的特蕾莎泰勒

玛丽亚·特蕾莎泰勒（Maria Theresa thaler，MTT，德文中也稱為 Mariatheresientaler）是一種奧地利貿易銀圓，从 1741 年開始鑄造至今，上面刻有奥地利女大公、神聖羅馬皇帝弗兰茨的妻子玛丽亚·特蕾莎皇后的肖像。弗朗茲一世將此枚銀幣用在奥地利哈布斯堡王朝以及其他欧洲和非欧洲领土上當作贸易硬币和支付手段，而现在則被當作是收藏品。
1751 年至 2000 年间，大約鑄造了 3.89 亿枚玛丽亚·特蕾莎·泰勒硬币。

## 歷史
1741年，處於奧地利王位繼承戰爭中的奧地利大公國發行了第一枚依照帝國泰勒（德語：Reichsthaler）標準所鑄造的特蕾莎銀幣，即由1⁄9科隆馬克純銀所鑄造，等同25.98克，而到了1750 年，新的泰勒銀幣改以毛重為1⁄10的1維也納馬克重的銀鑄造，即5⁄6純銀（純銀含量為 23.39 克，或1⁄10科隆馬克）。
至1751年，一項新的鑄幣標準－公約泰勒（德語：Conventionsthaler） 開始被巴伐利亞貨幣公約所接受，並在德語國家內採用流通。從那時起，這種在1751年後鑄造的新泰勒幣就一直作為一種貿易貨幣而存在。
而在1752年，一位名叫約翰·馮·弗里斯 (Johann von Fries)的弗里斯伯爵(Count Fries)獲得了鑄造特蕾莎銀幣的特權（期限為1752年至1776年為止），1778 年，弗里斯伯爵以開展泰勒商業 (Thalernegotium)的方式將貨幣以物品的方式賣到因戰亂而缺少優質銀幣的東方國家（主要是中東地區），而東方國家則因為特雷沙泰勒優異的成色以及高品質而願意以黃金採購來當作貨幣使用；弗里斯便可賺取其溢價，这为国家（奥地利黎凡特战争舰队的升级）和他自己都带来了高额利润，並將此硬幣的勢力範圍拓展至非洲及東方。
自 1780 年瑪麗亞·特蕾莎去世以來，硬幣的日期始終為 1780 年。一年多後，即 1858 年 10 月 31 日，它失去了奧地利貨幣的地位。
然而，自 1753 年 9 月与巴伐利亚选帝侯缔结硬币公约以来，玛丽亚·特蕾莎·泰勒这个词才被使用。自1780年皇后去世以来，泰勒一直作为贸易硬币鑄造至今。泰勒币也被神圣罗马帝国和哈布斯堡君主國的以下铸币厂所铸造：布鲁塞尔、霍尔、金茨堡、克雷姆尼茨、卡尔斯堡、米兰、布拉格和维也纳。除此之外，外國的伯明翰、孟买、伦敦、巴黎、罗马、乌得勒支和威尼斯等地也铸造了該貨幣。 
塔勒至1858年10月31日為止为奥地利帝国法定货币。奥地利货币于11月1日起采用十进制。他们的古爾登价值100克罗伊泽。 
直到20世纪，玛丽亚·特蕾莎泰勒 (Maria Theresa thaler) 是非洲和亚洲部分地区（包括印度地区）公认的支付手段。在阿拉伯世界，它被称为Abu Kush或Abu Noukte 。许多欧洲国家都铸造了模仿玛丽亚·特蕾莎·泰勒的大银币，例如威尼斯、意大利王国、普鲁士或拉古萨。这里的外观是模仿的。在阿拉伯半岛的南部和西部，於19世纪奥斯曼帝国的抵抗下，玛丽亚·特蕾莎·泰勒仍然在流通。世纪唯一的支付方式。阿比西尼亚帝国在本世纪初将其作为官方货币已有 100 多年的历史。 
在非洲的德国殖民地，硬币的进口以及在某些情况下的流通都被禁止。例如，在德属东非，从 1893 年开始禁止进口，从 1896 年开始禁止流通。喀麦隆和多哥自1907年起禁止进口，同时在多哥流通。 
1935年，英国开始自行生产泰勒币，作为资助殖民活动的手段，并在埃塞俄比亚、苏丹或东非（如索马里）等非洲国家流通，以稳定自身的权力地位。 20 世纪 40 年代初，英国在孟买生产了约 1900 万件，以应对大量运输这种产品的困难。 
戰後，該硬幣在奥地利重新發行。自 1946 年以来，维也纳造币厂已铸造了超过 49 枚万份。时至今日，金茨堡邮票仍带有造币厂长的印记SF（以金茨堡造币厂 Schöbl 和 Faby 的主要造币厂命名）。在玛丽亚·特蕾西亚過世之后才發行的這些特蕾莎銀幣现在都被称为“後鑄版”。新版塔勒之前的所有重鑄版也称为“早期重鑄版”。除了较稀有的较旧的重铸币外，重铸币的价格通常无法与玛丽亚·特蕾莎时代的真品玛丽亚·特蕾莎·泰勒相提并论。重铸的主要特征一方面是上述铸币标记 SF，另一方面是正面徽章右下方缺失的鹰和背面的镶满珍珠的胸针。它们很重要，因为这三个特征也单独出现在旧硬币上。 
所有重鑄版均標示年份為1780年。 
2017年為紀念瑪麗亞·特蕾莎誕辰300年紀念，特別推出由四種部份組成的《瑪莉亞‧特雷莎泰勒》。 

## 標準規格
塔勒直径为 39.5 毫米至 41 毫米，最大厚度为 2.5 毫米。根据历史铸币标准，纯银含量为23.389克或0.751974金衡盎司，相当于1/12维纳马克0.280668公斤。 细度为 833⅓/1000 粗糙度为 28.0668克。目前奧地利官方的後鑄版也遵循这些标准。 

## 铭文
銀幣的正面和背面的铭文如下："M. THERESIA. D. G. R. IMP. HU. BO. REG. //ARCHID. AVST. DUX. BURG. CO. TYR. 1780 X"，是Maria Theresia Dei Gratia Romanorum Imperatrix、Hungariae Bohemiaeque Regina、Archidux Austriae、Dux Burgundiae、Comes Tyrolis的缩写。意思為:「玛丽亚·特蕾莎，蒙上帝恩典，羅馬人皇后、匈牙利和波西米亚女王、奥地利大公夫人、勃艮第公爵夫人、蒂罗尔伯爵夫人」。 其中X標誌於1750年首次被添加使用，用於表示新版貨幣價值較低版低，為10枚833⅓ ⁄ 1000的精細馬克（= 科隆馬克 ≈233克银），因此硬币是按照惯例铸造的。边缘压花——除了美觀更是一種安全防偽設計——写着“IUSTITIA ET CLMENTIA”，意思為“正義和寬容”。

## 造假
市面上有大量玛丽亚·特蕾莎泰勒的赝品。而通常會依照細節渡將其區分成普通假幣与收藏級假幣兩大類。  
- 普通假幣：此種類型很少遇到。它们的特点通常是重量较轻和/或材料不同（非银材料鑄成），且由于品質较差，通常相对更容易被发现。

- 收藏级赝品：收藏级赝品往往較難辨識，需要對該幣有許多知識才能辨別。有些是將真品的普通版伪造成稀有变种版，或是使用劣質材料制成普通硬币并大量出售。这种伪造幣通常可以通过重量或边缘上的文字来识别。

由政府或代表政府铸造的作品不一定是赝品，即使此类铸造未经奥地利政府授权。只有在未经奥地利政府或维也纳造币厂授权铸造的情况下，私人制造的标本才被视为赝品。

## 反标记
玛丽亚·特蕾莎·泰勒经常成为所谓反驳的对象。凭借这种钱币专业性，通过邮票的方式将字符印在硬币上，这不会从根本上影响原始硬币的设计，而只是授权其作为当地的支付手段。这方面的例子可以在也门的at-Talh和葡萄牙殖民地莫桑比克找到。 

## 25先令纪念币
1967年发行了25先令的硬币，头像是玛丽亚·特蕾莎·泰勒的头像。 这是30毫米直径和 13g 重量较粗，但比泰勒硬幣更小、更轻。 

## 文獻
- 汉斯·约瑟夫：玛丽亚·特蕾莎·泰勒。 2.版本，布里尔，莱顿 1961 年。
- 卡尔·皮兹和约瑟夫·劳德尼茨：玛丽亚·特蕾莎·泰勒的历史。卡尔·格雷泽，维也纳，1898 年。 
- 沃尔特·哈夫纳： 《玛丽亚·特蕾莎·泰勒词典》1780 年。弗鲁瓦尔德出版社 2018

## 网页連接
- 玛丽亚·特蕾莎·泰勒 1780 （页面存档备份，存于） - 有关 1780 年铸造的玛丽亚·特蕾莎·泰勒的历史和身份的信息；包含所有变体的目录。
- 玛丽亚·特蕾莎·泰勒 （页面存档备份，存于）- Numispedia 文章关于玛丽亚·特蕾莎·泰勒
- 玛丽亚·特蕾莎·泰勒瑪麗亞·特蕾莎泰勒銀幣在Austria-Forum（德語）  (at AEIOU)

## 額外內容
1. ↑  .
 （页面存档备份，存于）
2. ↑  .
 （页面存档备份，存于）
3. ↑  Archiv für Geschichte der Soziologie in Österreich: Große Chronik von Gramatneusiedl, Marienthal und Neu-Reisenberg 1850 bis 1859 （页面存档备份，存于）, abgefragt am 30. Oktober 2010
4. ↑  Geld in Afrika. In: Zeitschrift für Schul-Geographie 11 (1890), S. 81–82
5. ↑  Robert-Tarek Fischer: Österreich im Nahen Osten. Die Grossmachtpolitik der Habsburgermonarchie im Arabischen Orient 1633–1918. Böhlau, Wien 2006, ISBN 3-205-77459-0, S. 47.
6. ↑  Stichwort: Maria-Theresien-Taler. Online （页面存档备份，存于） in: Deutsches Kolonial-Lexikon, Band II, Leipzig 1920, S. 507.
7. 1 2  Jochen Renger: Silbermünzen im Jemen. Der Maria Theresia Thaler. In: Jemen-Report, Jg. 39 (2008), Heft 2, ISSN 0930-1488.
8. 1 2  Gerhard Herinek, Austria Katalog für Münzen und Banknoten 2019. 46, Wien: Christine Steyrer: pp. 169, ISBN 978-3-902662-50-7 （德文）
9. ↑  Neuer Maria-Theresien-Taler zum Jubiläum （页面存档备份，存于） orf.at, 15. April 2017, abgerufen am 15. April 2017. – Mit Video des Prägevorgangs.
10. 1 2  Gesetz vom 2. August 1892, womit die Kronenwährung festgestellt wird, Artikel XXII. (RGBl. 126/1892). Die kg-Umrechnung der Wiener Mark folgt der Angabe in diesem Gesetz.
11. ↑  § 15
12. ↑   http://www.theresia.name/de/sfaelschungen.html. 缺少或|title=为空 (帮助)
 （页面存档备份，存于）
13. ↑   http://www.theresia.name/cgi-bin/Token.cgi?Database=Forgeries&Language=de. 缺少或|title=为空 (帮助)
 （页面存档备份，存于）
14. ↑  .   [2016-03-31].
 （页面存档备份，存于）